# アーバンデザインコンサルタント
株式会社アーバンデザインコンサルタントは、東京都新宿区と福岡市博多区に本社を置く都市計画コンサルタント会社である。

## 沿革
- 1969年 ‐ 会社を設立

## 登録
（東京）
- 建設コンサルタント登録 建6-1386号（都市及び地方計画、造園、道路部門）
- 一級建築士事務所登録 第19386号
- 測量業事務所登録 第5-10768号

（福岡）
- 建設コンサルタント登録 第19-7469号
- 一級建築士事務所登録 第1-11310号

## 参考
- 『建設コンサルタント要覧』上･下巻（建設綜合資料社）
- 『会員名簿』（建設コンサルタンツ協会）

| スタブアイコン | サブスタブ | この項目は、まだ閲覧者の調べものの参照としては役立たない、企業に関連した書きかけの項目です。この項目を加筆・訂正などしてくださる協力者を求めています（PJ:経済）。 |